# Hochfeiler
Hochfeiler (italsky Gran Pilastro, 3509 m n. m.) je hora v Zillertalských Alpách na rakousko-italské státní hranici. Nachází se asi 22 km severozápadně od města Bruneck a 18 km jihozápadně od městečka Mayrhofen. Rakouská část leží na území spolkové země Tyrolsko, italská na území oblasti Tridentsko-Horní Adiže (provincie Jižní Tyrolsko). Na severních svazích hory se rozkládá ledovec Schlegeiskees, na jižních ledovec Gliderferner a na západních ledovec Weißkarferner. Jako první vystoupili na vrchol 24. července 1865 Paul Grohmann, Georg Samer a Peter Fuchs. Hochfeiler je nejvyšší horou Zillertalských Alp.
Na vrchol lze nejsnáze vystoupit po značených turistických trasách 1A či 1B od chaty Hochfeilerhütte (2710 m n. m.).